# ولفينشتاين: إينمي تيروتري
ولفينشتاين: إينمي تيروتري (بالإنجليزية: Wolfenstein: Enemy Territory)‏ ، هي لعبة إلكترونية من نوع لعبة إطلاق النار، أنتجت من قبل شركة آي دي سوفتوير الأمريكية سنة 1992 ، وتدور القصة حول الجاسوس الأمريكي السجين يدعى وليام بلاكوتز، للبحث عن زعيم النازيين في سجن ولفينشتاين.

## وصلات خارجية
- ولفينشتاين: إينمي تيروتري على موقع IMDb (الإنجليزية)